# 西班牙海軍
西班牙海軍（西班牙語：La Armada Española）是西班牙軍隊的一個分支，也是全世界歷史最悠久的海軍之一，建於15世紀末、16世紀初，卡斯提亞（Castilla）及亞拉岡（Aragon）兩王國統一為西班牙之時。海軍基地位於羅塔（Rota，與美國海軍共用）、費羅爾（Ferrol）、San Fernando 及卡塔赫納（Cartagena）。
有研究認為西班牙海軍的戰鬥力位列世界第七。事實上，該軍隊是世上少數可同時在各大洋同時執行任務的海軍。
海軍的守護者是海神La Virgen del Carmen、軍歌是La Salve Marinera。每年7月16日是海軍節。

## 艦艇

### 潜艇

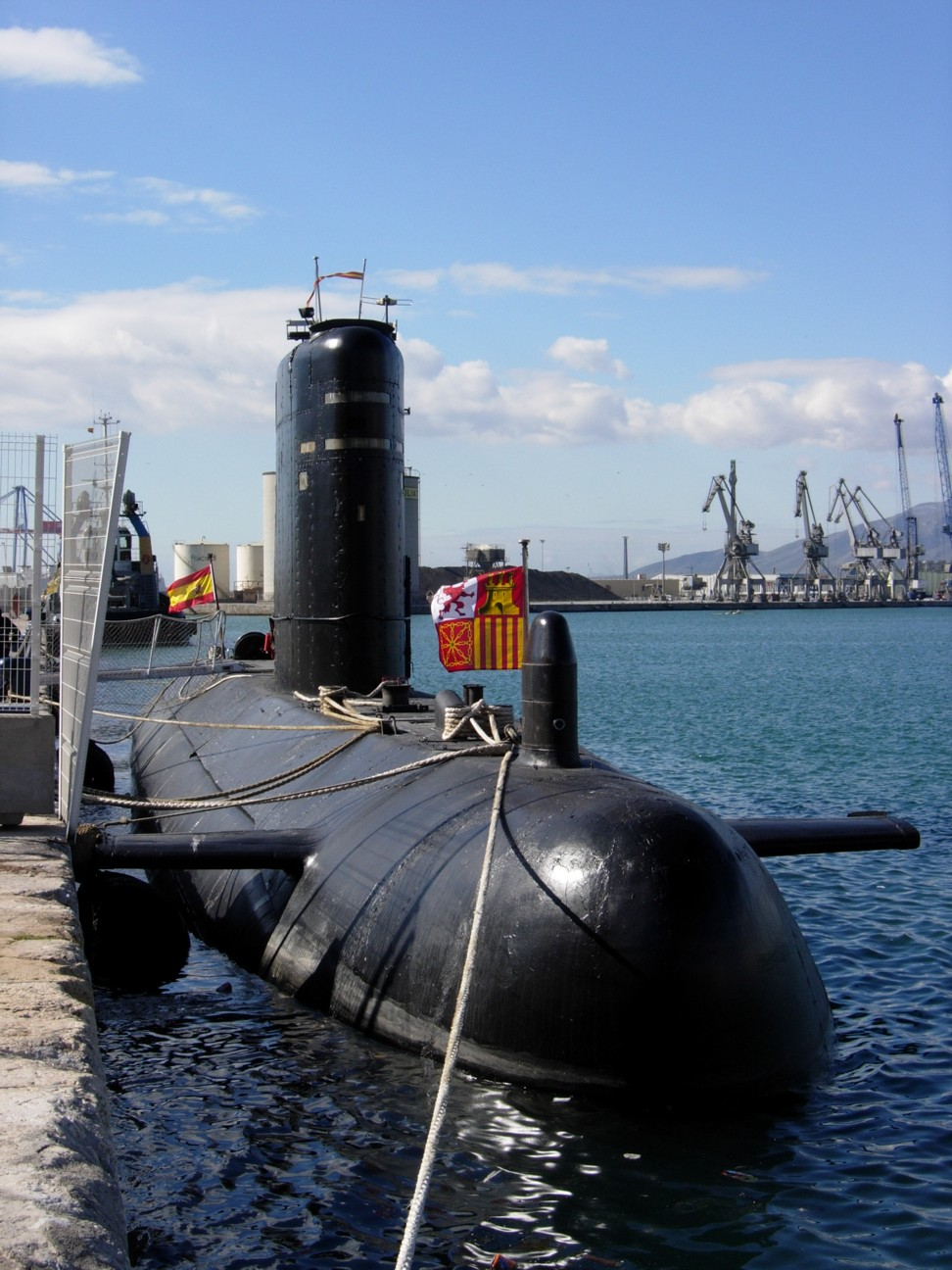
奧古斯塔級

- 奧古斯塔級潛艇 2艘

### 水面舰艇

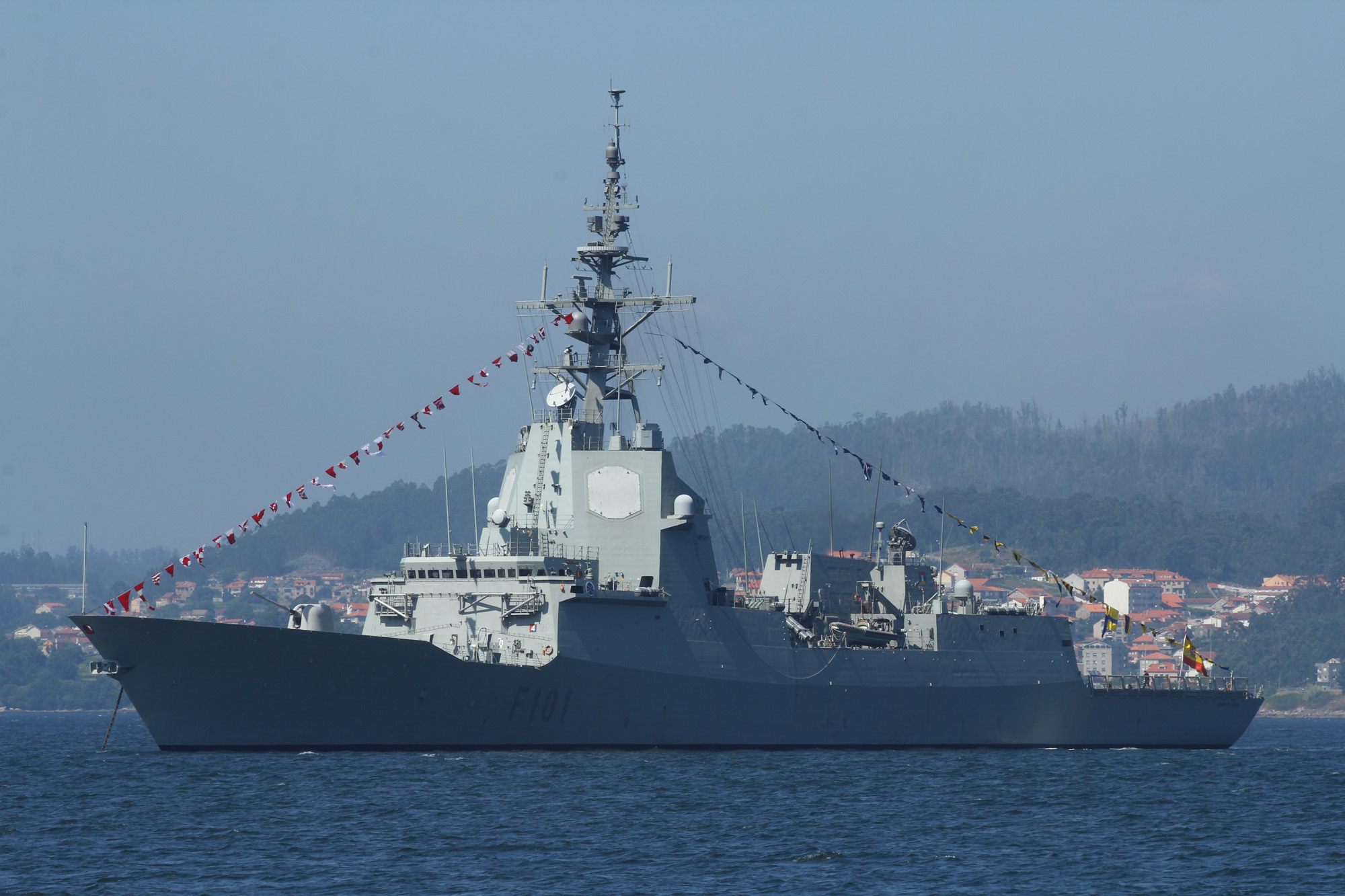
阿爾瓦羅·巴贊級
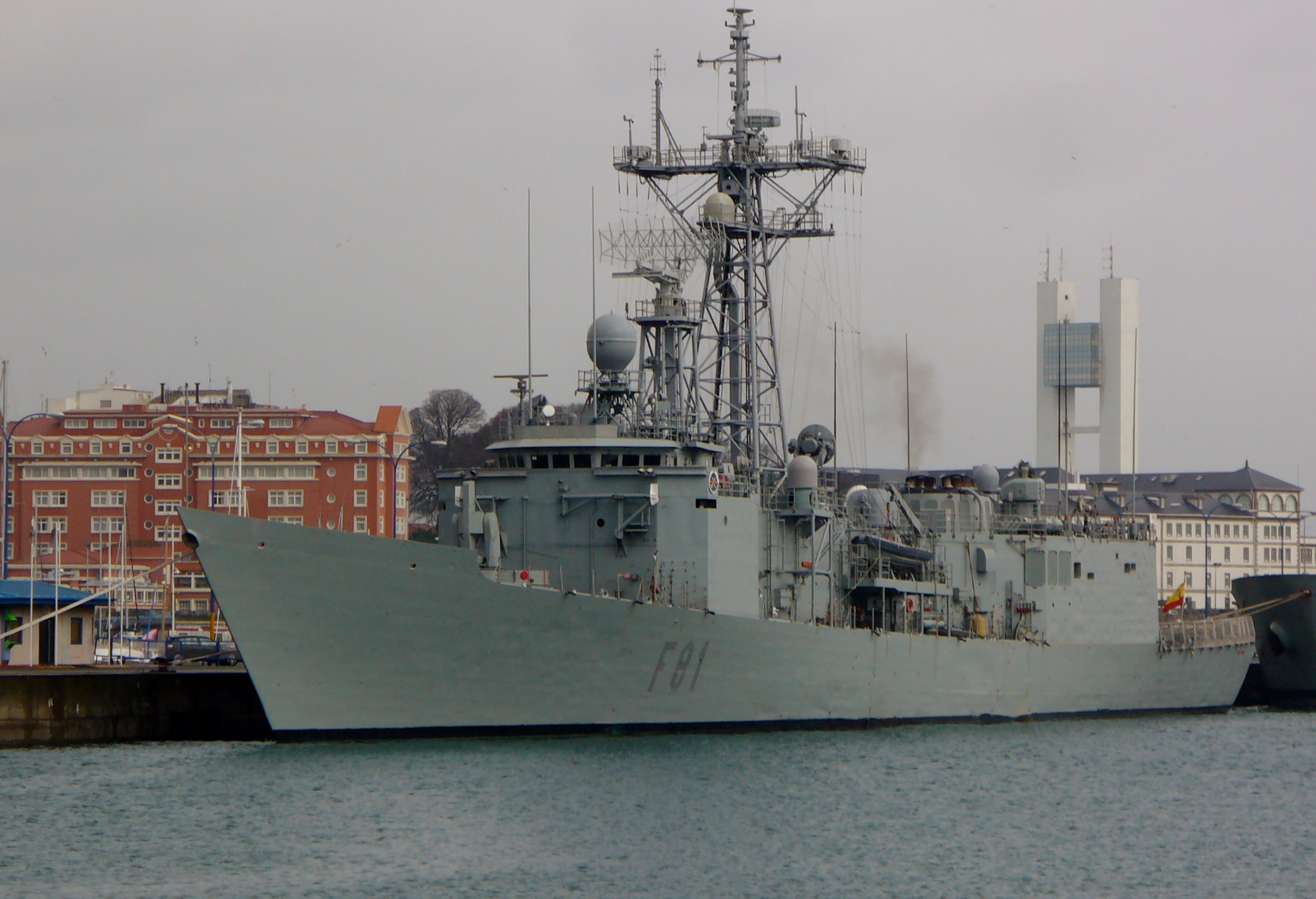
聖塔瑪麗亞級

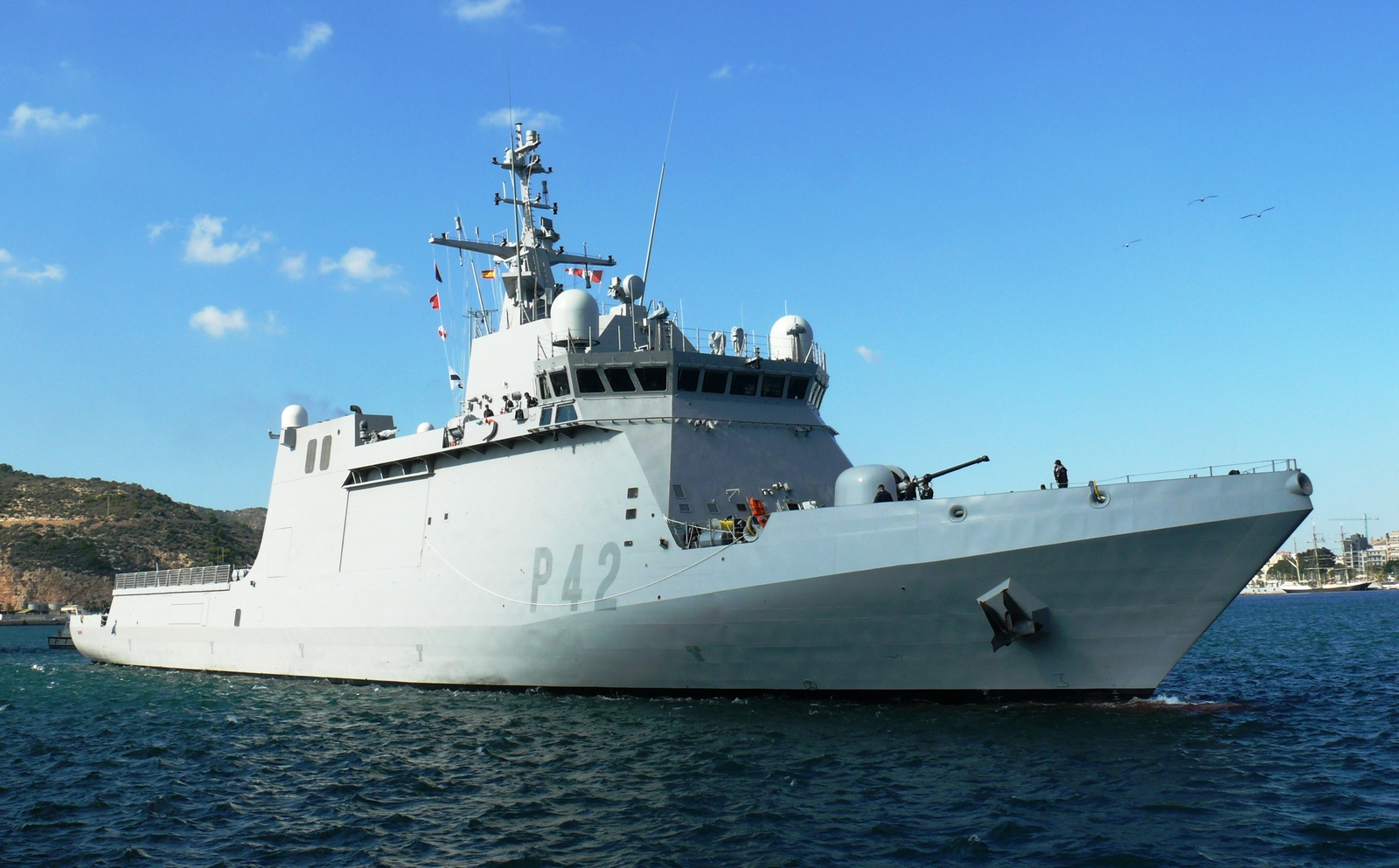
Meteo级近海巡逻舰
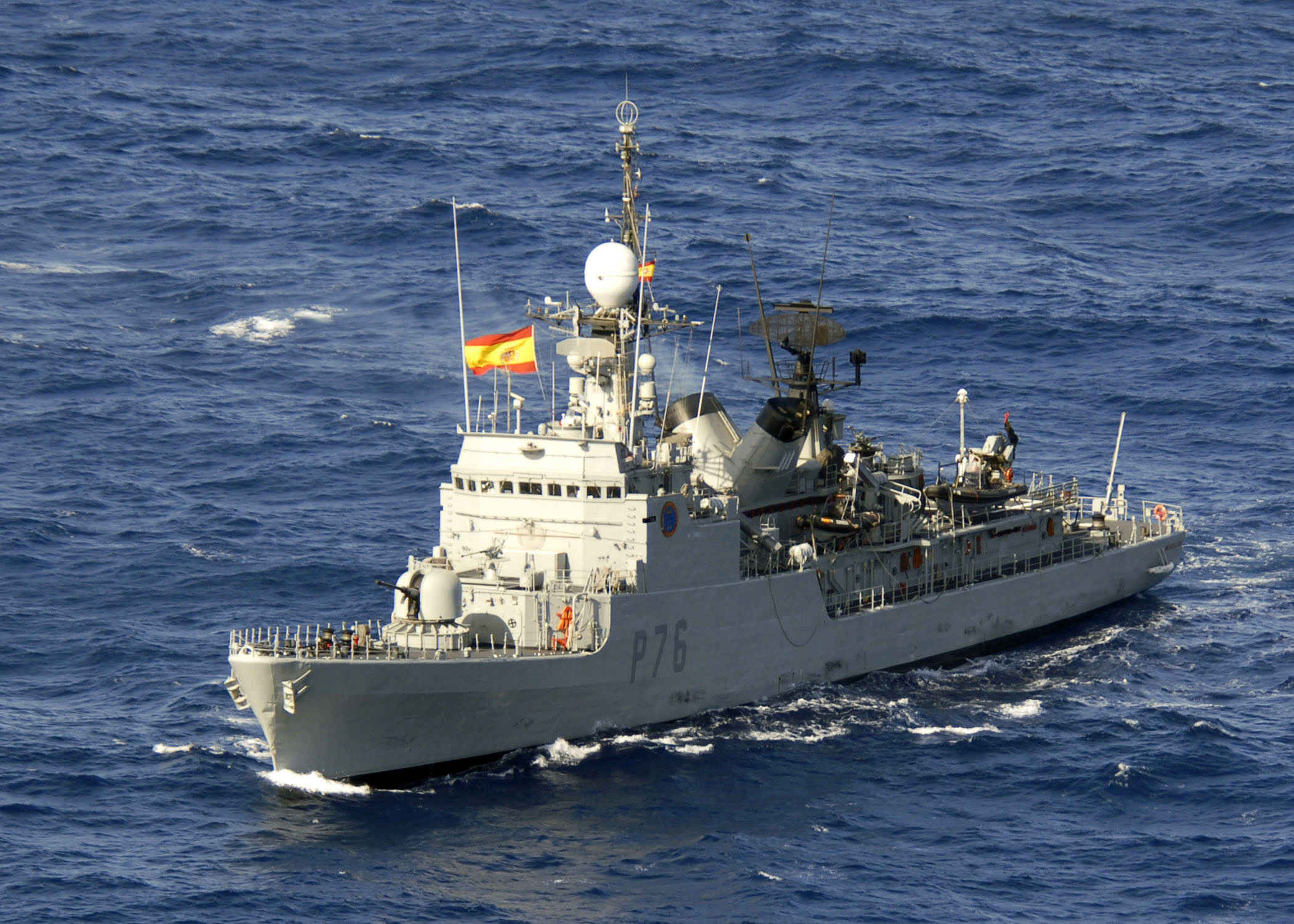
埃琳娜公主级护卫舰
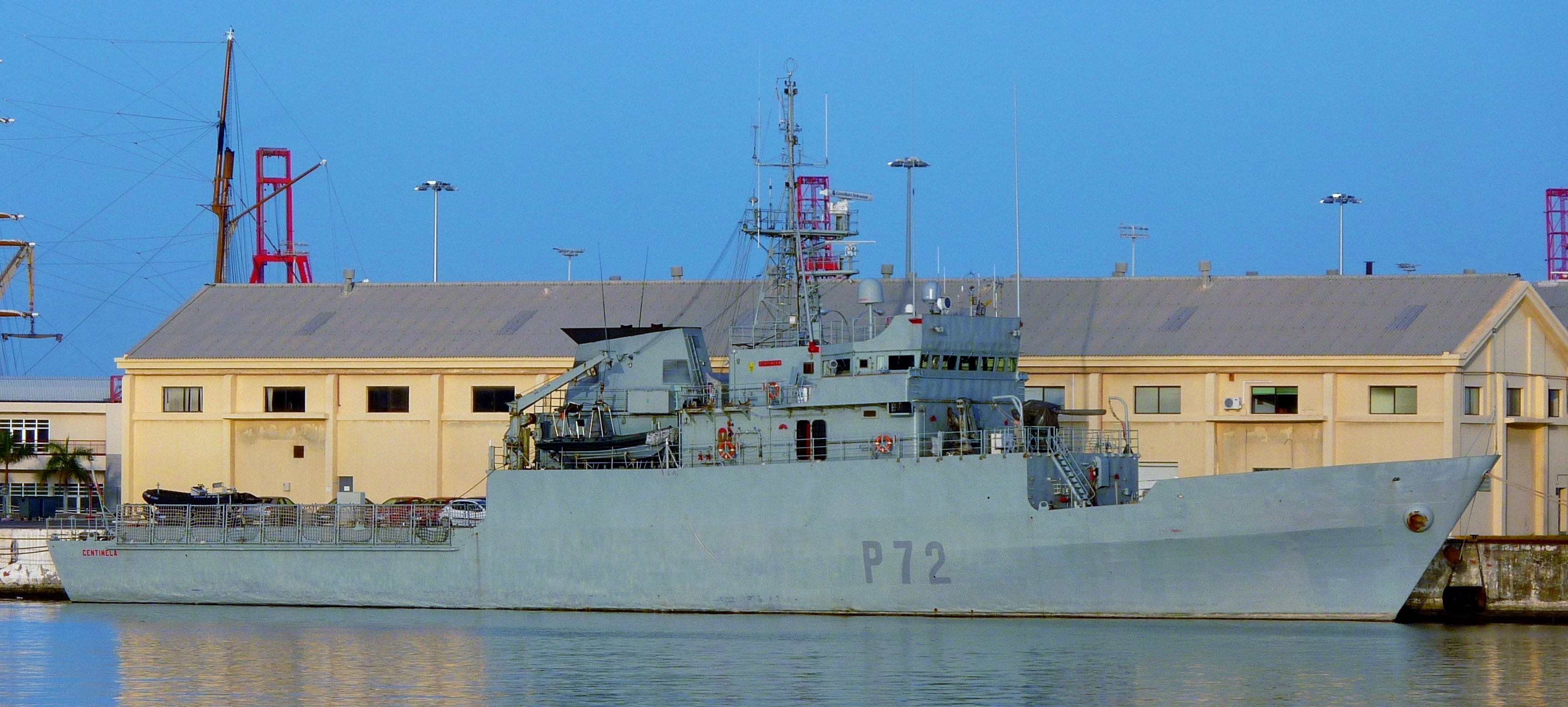
瑟維歐拉級巡邏艦
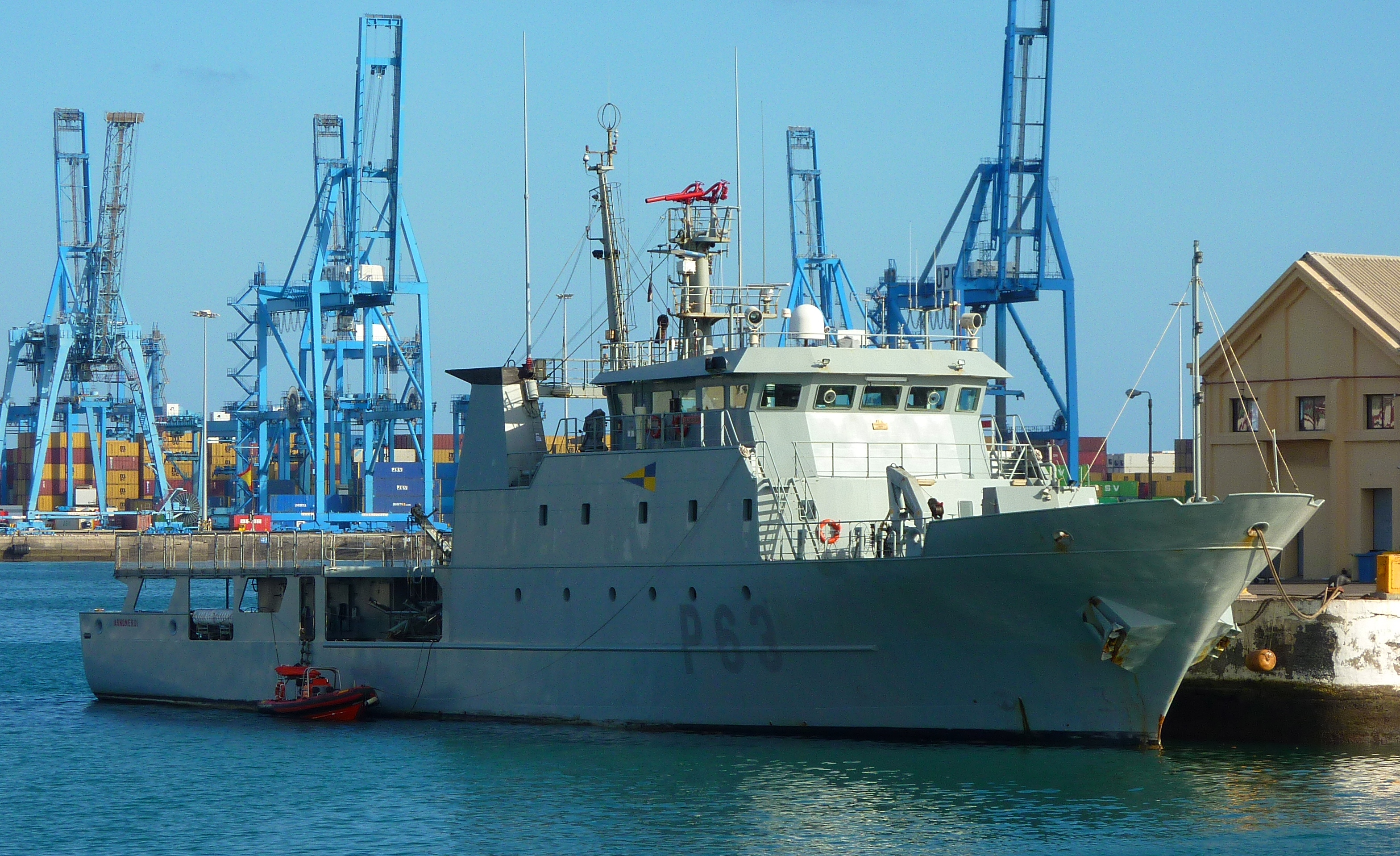
奇鲁级
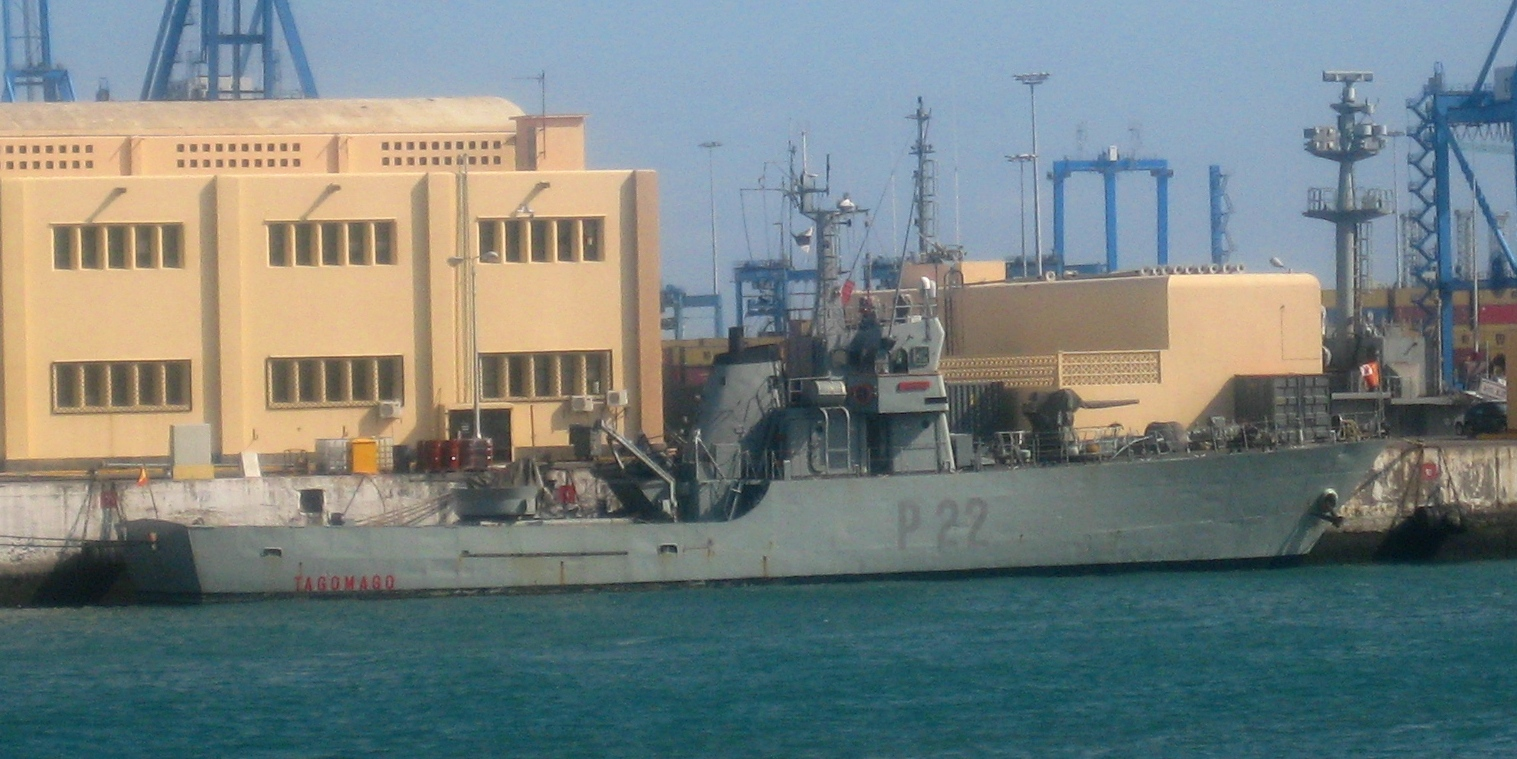
阿纳加级
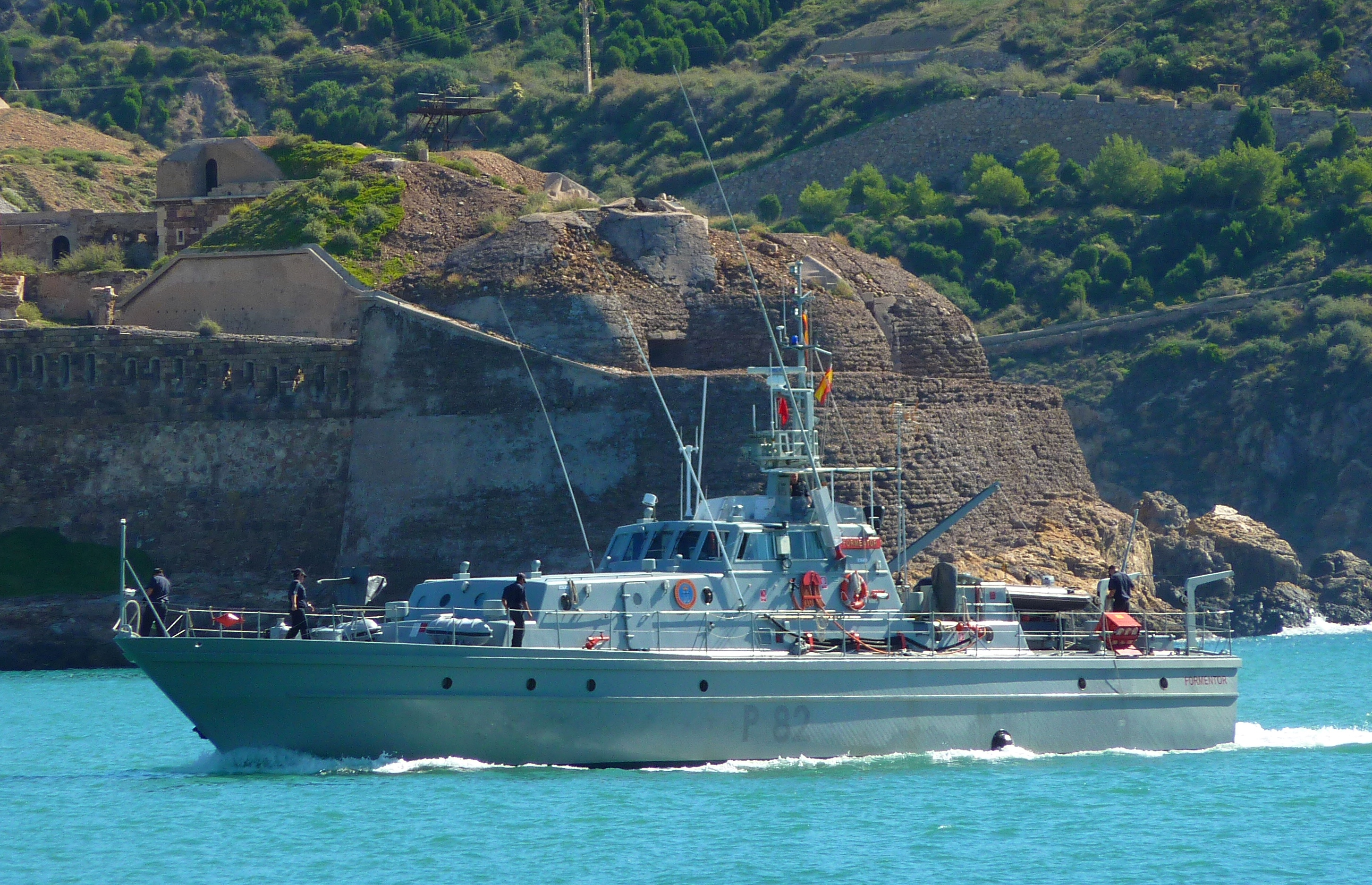
托拉级

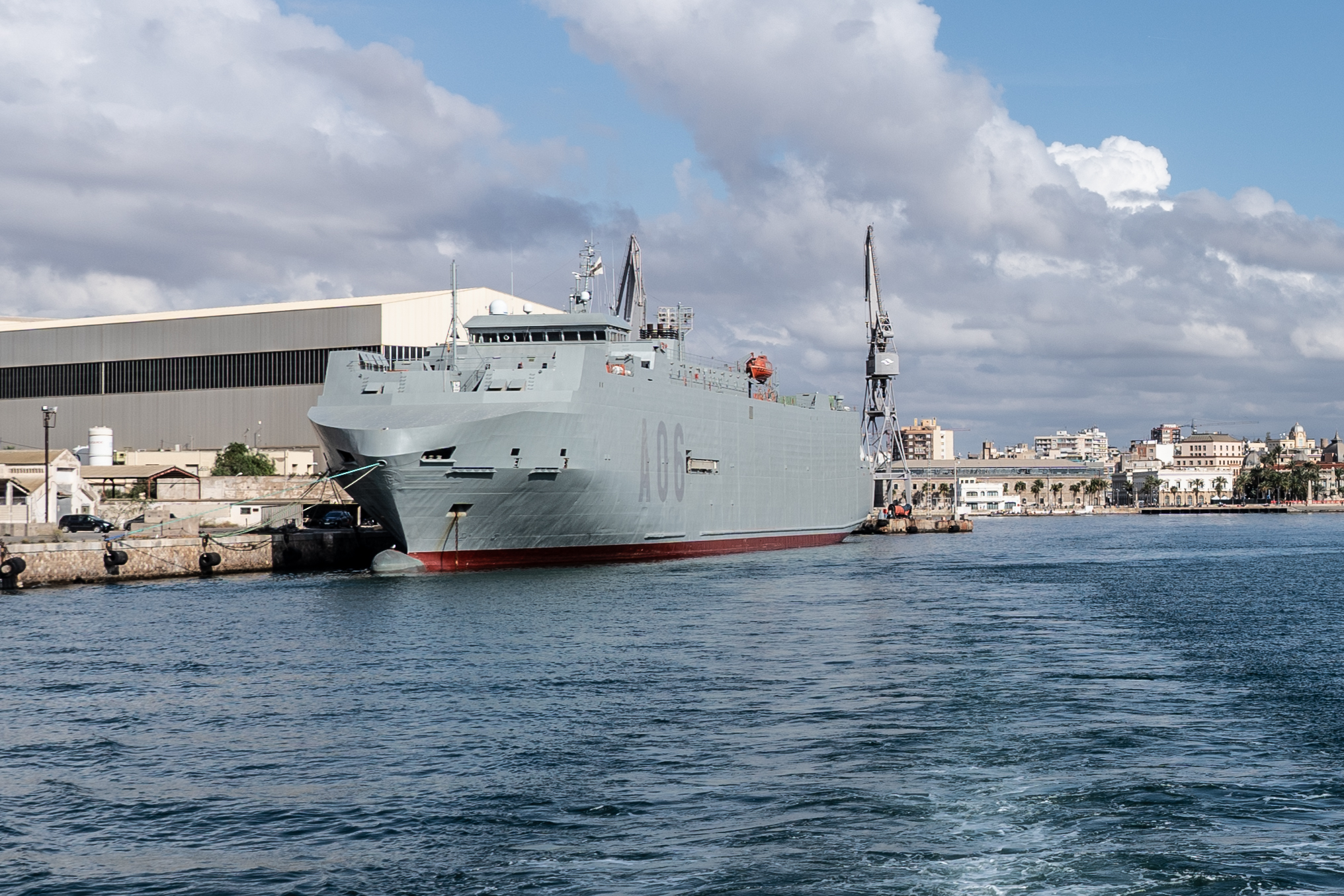
斯威士兰加利西亚级

- 两栖战舰

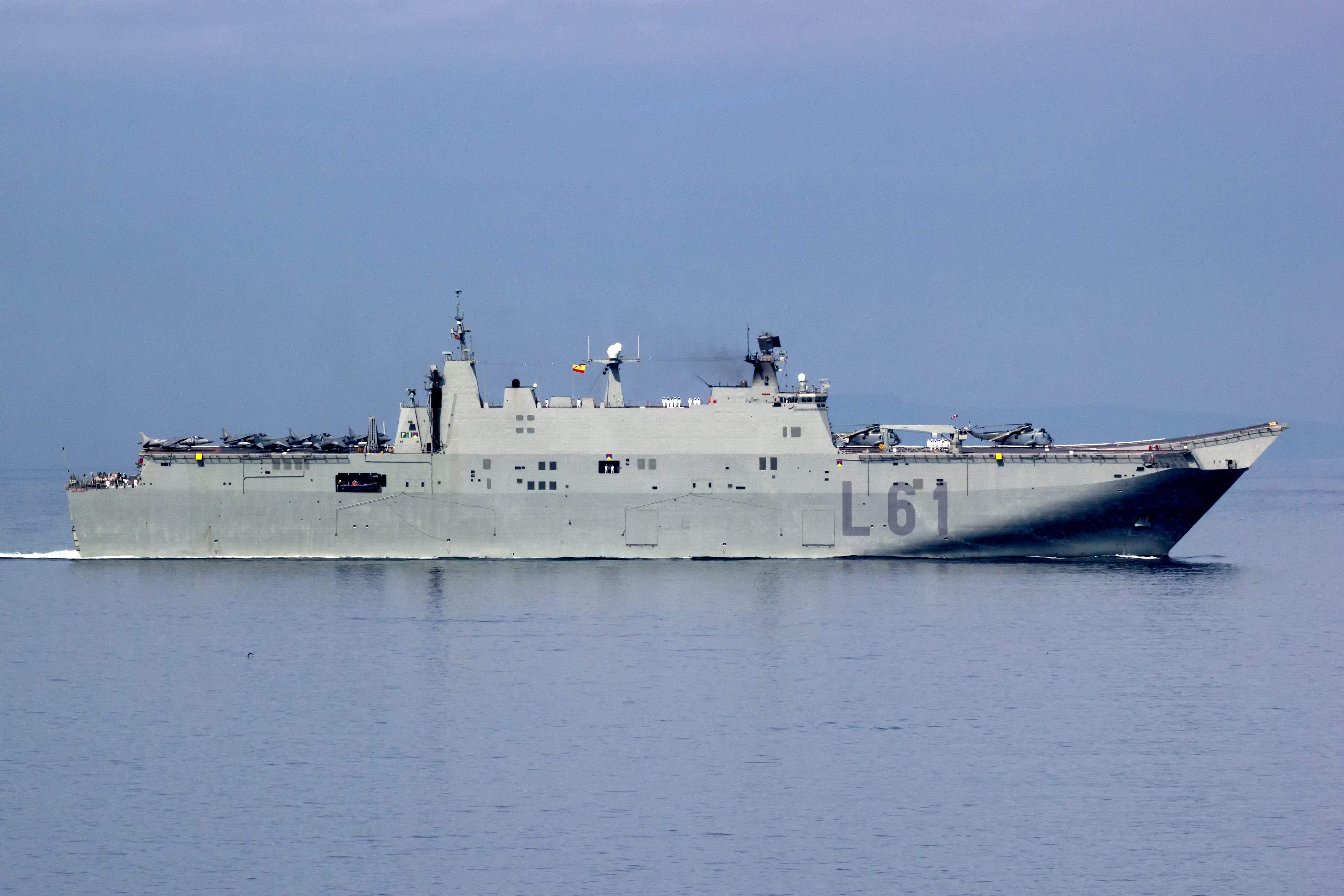
胡安·卡洛斯一世级
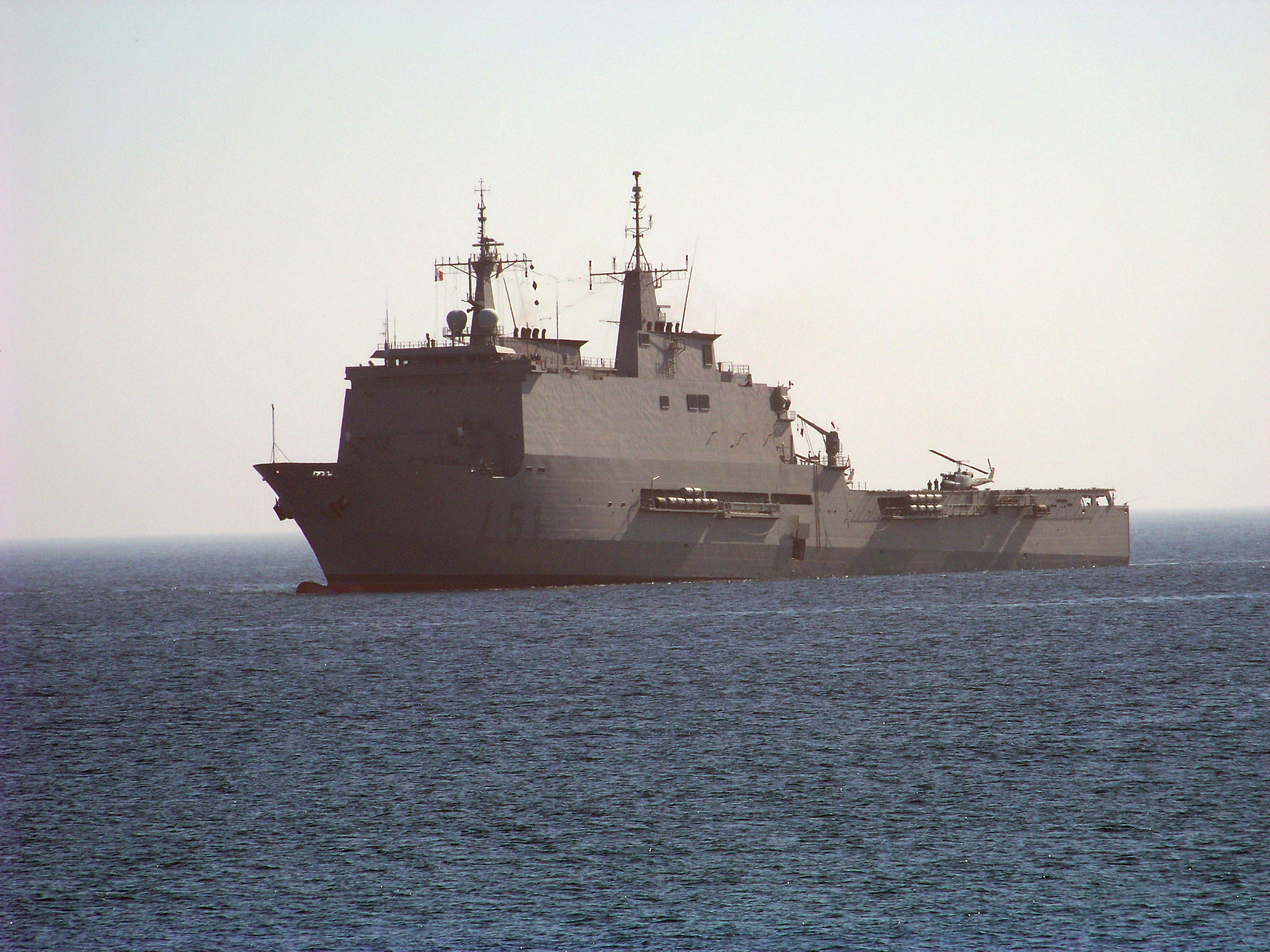
加利西亞級

- - 戰略投送艦（1艘）
    - 胡安·卡洛斯一世級1艘
      - 胡安·卡洛斯一世號戰略投射艦

  - 船塢登陸艦（2艘）
    - 加利西亞級（英语：Galicia-class landing platform dock） 2艘
- 军舰

巡防舰（11艘）
- 阿爾瓦羅·巴贊級
- 聖塔瑪麗亞級

- 阿爾瓦羅·巴贊級巡防艦 5艘
- 聖塔瑪麗亞級巡防艦 6艘

护卫舰/巡逻舰/巡逻艇（23艘）
- Meteo级近海巡逻舰
- 埃琳娜公主级护卫舰
- 瑟維歐拉級巡邏艦
- 奇鲁级
- 阿纳加级
- 托拉级

- 流星級巡邏艦 6艘
- 埃琳娜公主级护卫舰（英语：Descubierta class） 1艘
- 瑟維歐拉級巡邏艦（英语：Serviola-class patrol boat） 4艘
- 奇鲁级（Chilreu class）3艘
- 阿纳加级（Anaga class）3艘
- 托拉级（Toralla class）2艘
- 阿瑞萨级（Aresa class）2艘
- 卡普·弗拉德拉级（Cabo Fradera class）1艘
- 罗德曼101级（Rodman 101 class）1艘
- 辅助舰艇

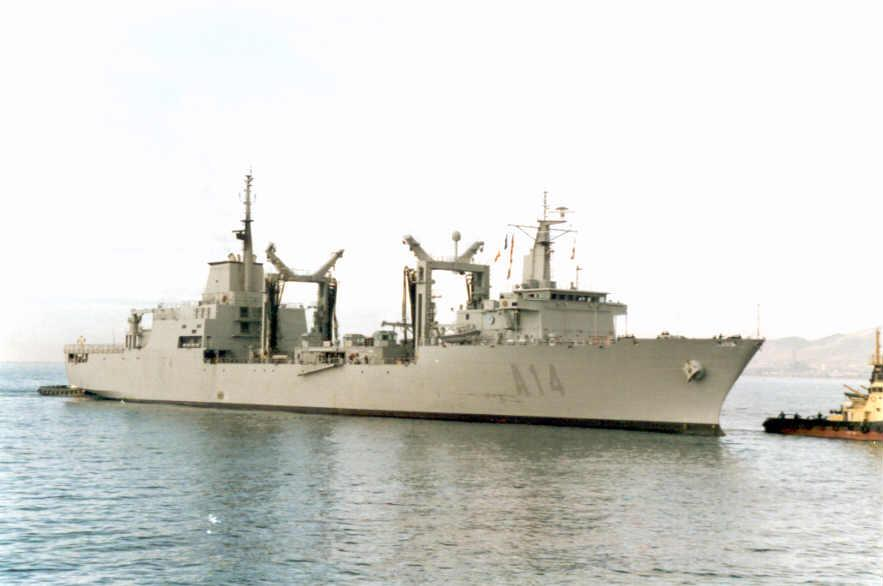
Patiño號綜合補給艦
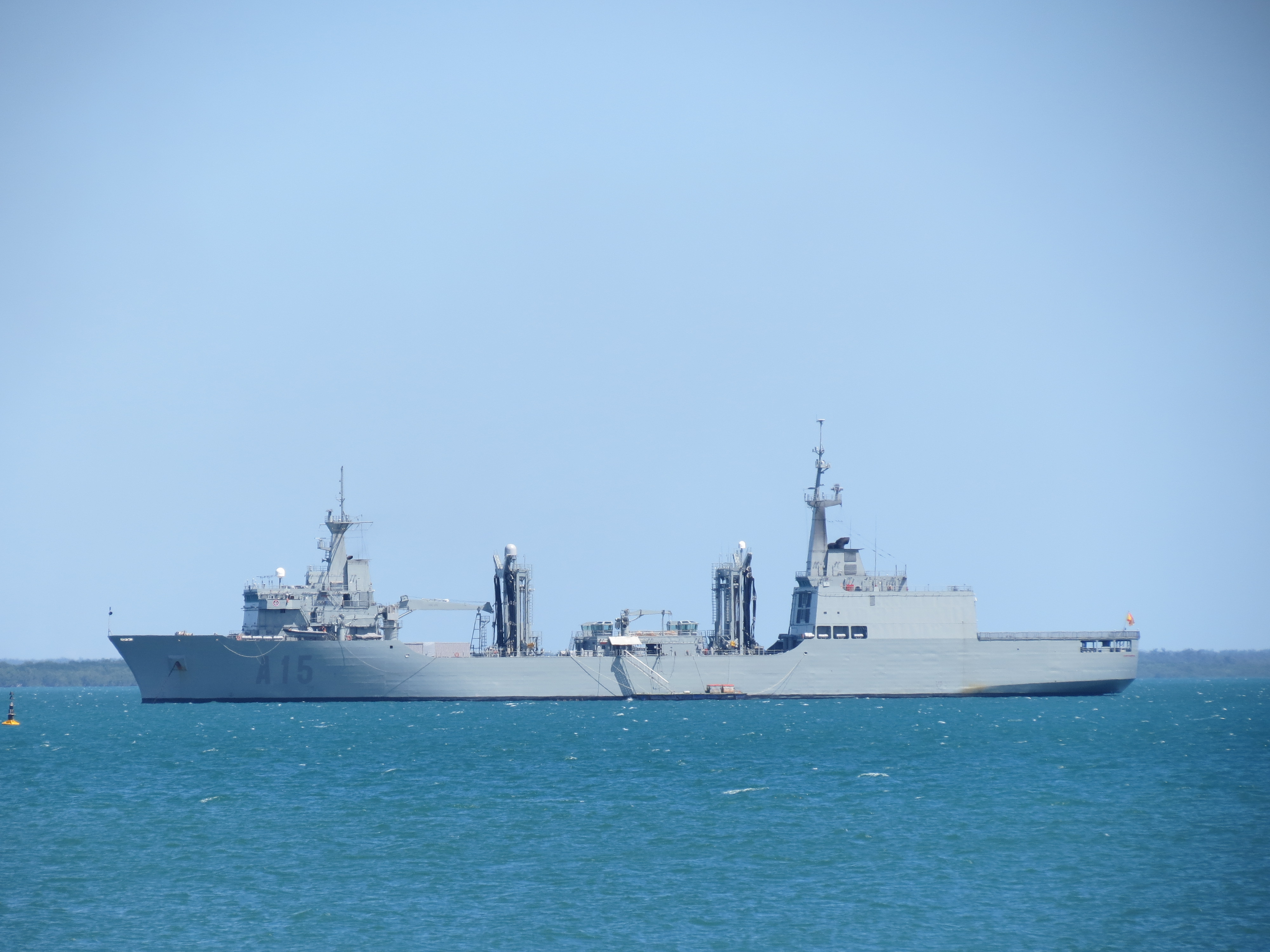
坎塔布里亞级综合补给舰

猎雷舰（6艘）
- 塞古拉级（Segura class）6艘

补给舰（2艘）
- Patiño號綜合補給艦（英语：Spanish oiler Patiño） 1艘
- 坎塔布里亞级综合补给舰（英语：Spanish replenishment oiler Cantabria） 1艘

运输舰
- 斯威士兰加利西亚级

斯威士兰加利西亚级 1艘

## 肩章

### 軍官排列
| 西班牙          |                   |              |               |                 |                  |                    |                    |                   |                  |                    |                  |                  |            |            |            |  |  |  |  |  |  |  |  |  |  |
| Capitán General | Almirante General | Almirante    | Vicealmirante | Contraalmirante | Capitán de Navío | Capitán de Fragata | Capitán de Corbeta | Teniente de Navío | Alférez de Navío | Alférez de Fragata | Guardiamarina 2º | Guardiamarina 1º | Alumno 2º  | Alumno 1º  |            |  |  |  |  |  |  |  |  |  |  |
| 對應            | 海軍元帥          | 海軍一級上將 | 海軍上將      | 海軍中將        | 海軍少將         | 海軍上校           | 海軍中校           | 海軍少校          | 海軍上尉         | 海軍中尉           | 海軍少尉         | 一級見習生       | 二級見習生 | 一級士官生 | 二級士官生 |  |  |  |  |  |  |  |  |  |  |

### 士官和士兵的排列
| 西班牙 · |          |          |      |      |      |        |        |      |      |      |      |      |      |      |      |          |          |          |          |          |      |      |        |        |      |      |      |
| 高級準尉 | 高級準尉 | 高級準尉 | 準尉 | 準尉 | 準尉 | 軍士長 | 軍士長 | 上士 | 上士 | 中士 | 中士 | 中士 | 中士 | 中士 | 中士 | 頭等下士 | 頭等下士 | 頭等下士 | 一等下士 | 一等下士 | 下士 | 下士 | 上等兵 | 上等兵 | 列兵 | 列兵 | 列兵 |